# Gertie le dinosaure
Pour plus de détails, voir Fiche technique et Distribution.
Gertie le dinosaure (Gertie the Dinosaur) est un film d'animation créé par Winsor McCay en 1914.
Sans être le tout premier dessin animé, c'est le premier film avec un dinosaure possédant une personnalité attrayante, ce qui le distingue des films antérieurs dit « films à trucages » comme ceux de J. Stuart Blackton et Émile Cohl, et en fait le précurseur des films d'animations de Walt Disney. C'est également le premier film utilisant la technique des images-clés.
En 1991, le film est inscrit au National Film Registry de la Bibliothèque du Congrès.

## Synopsis

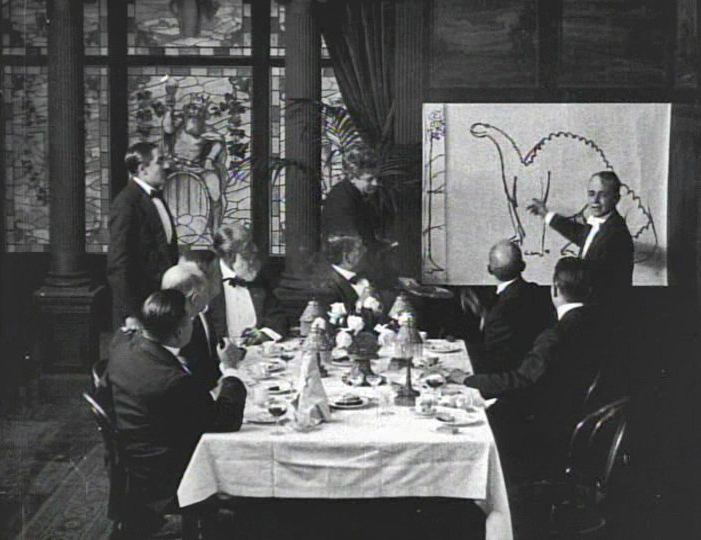
McCay dans la séquence en prises de vues réelles du film, en train d'esquisser Gertie pour ses collègues.

À l'ouverture du film (en prise de vues réelles), on voit le dessinateur Winsor McCay, accompagné de plusieurs collègues, en train de circuler ensemble dans une automobile à New York. Mais leur véhicule ayant une crevaison alors qu'ils roulent en face du muséum américain d'histoire naturelle, ils décident d'aller visiter le musée pendant que l'un d'entre-eux effectue la réparation.
Au cours de la visite, McCay et ses collègues observent les squelettes de dinosaures conservés au musée, notamment celui du « Brontosaure ». McCay parie alors un dîner à un de ses amis, George McManus, qu'il peut donner vie à un dinosaure grâce à ses talents d'animation. Après six mois de travail et dix mille dessins, il organise une projection cinématographique d'un dessin animé au cours d'un dîner dans un restaurant avec ses collègues.
Sur une grande page blanche affichée au mur, se trouve dessiné un décor en extérieur : une petite falaise à droite et un lac à gauche, séparés par un chemin. McCay dessine alors une tête de dinosaure sortant d'une caverne de la falaise à droite. Un panneau de dialogue s'affiche peu après où le dessinateur appelle Gertie, le dinosaure, lui demandant de sortir de sa caverne. On passe alors du film en prise de vues réelles au dessin animé : la tête du dinosaure se met à bouger, puis celui-ci sort de sa caverne.
Se frayant un chemin par l'étroite ouverture de son logis, l'imposant animal se met alors à marcher lentement sur le chemin, se dirigeant d'un pas pesant vers les spectateurs (sous le regard d'un serpent de mer qui surgit à gauche, du lac, puis qui disparaît), cueillant au passage un petit rocher qu'elle avale. Gertie s'arrête ensuite face aux spectateurs et avale un jeune arbre, qu’elle coupe en deux à sa base avec sa bouche.
Sous les ordres de McCay, Gertie salue l'audience de la tête et fait quelques mouvement de pieds en se dandinant. Elle n'en fait cependant qu'à sa tête, finissant par être grondée quand elle essaie d'attraper McCay avec sa bouche, pleurant alors à chaudes larmes. Pour la consoler, McCay lui donne une citrouille (minuscule pour elle, vu sa taille), que Gertie mâchonne et avale avec plaisir.
Gertie voit ensuite un mammouth arriver de la gauche de l'écran, l'animal passant son chemin après s'être arrêté quelques instants devant elle. Alors qu'il s'en va, Gertie le projette dans le lac en l'attrapant par sa queue. Gertie effectue ensuite une petite danse de joie pendant que le mammouth, mécontent, émerge du lac et l'observe à distance. Celui-ci l'arrose peu après d'un jet d'eau lancé de sa trompe, puis s'éloigne dans le lac ; Gertie réplique en lui lançant un rocher qui coule non loin de lui sans le toucher.
Après tous ces efforts, Gertie se couche à terre sur le flanc pour se reposer un moment, se grattant doucement le visage avec le bout de sa queue. Elle voit peu après un grand lézard ailé passer dans le ciel derrière elle, puis recommence à se dandiner tout en répondant aux questions de McCay par des mouvements de tête. Peu après, elle boit le contenu du lac pour se désaltérer, vidant complètement celui-ci.
Le dresseur (McCay) apparaît ensuite dans le dessin aimé. Armé d'un fouet, le minuscule personnage est amené par Gertie sur son dos, le dinosaure le soulevant en l'attrapant doucement avec sa bouche. Gertie s'éloigne finalement à droite de l'écran avec McCay sur son dos, les deux quittant la scène peu après.
La projection se termine et le film reprend en prises de vues réelles. McManus ayant perdu le pari, il accepte de payer le repas de tous les convives.

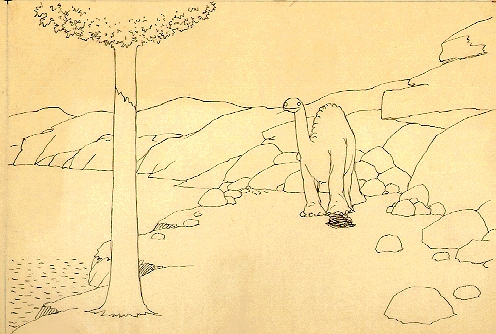
Gertie en train d'arriver face aux spectateurs.
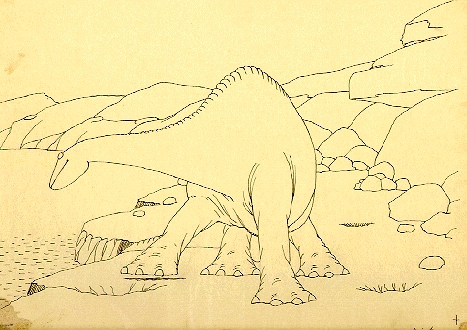
Gertie après avoir mangé l'arbre et arraché le rocher (trous à dr. et à g.) qu'elle a lancé au mammouth.
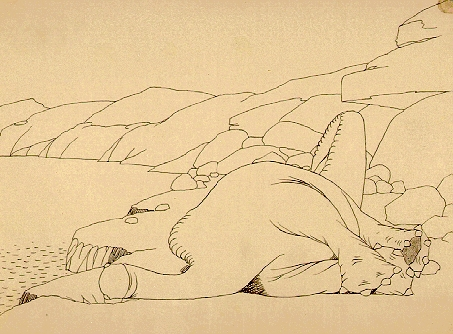
Gertie se reposant de ses efforts.
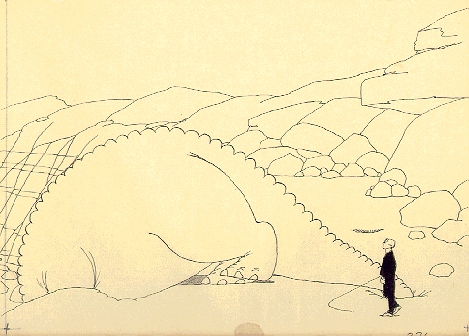
Gertie en train de vider le lac de son eau, tandis que McCay arrive derrière elle.
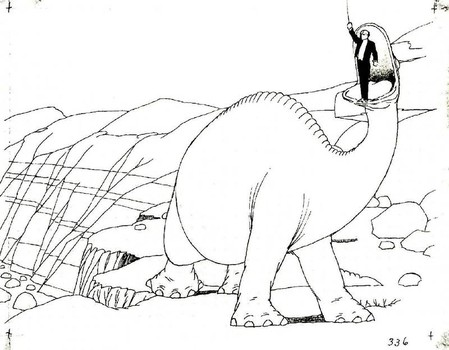
Gertie amenant McCay sur son dos avec sa bouche.

## Fiche technique
Sauf indication contraire, les informations mentionnées dans cette section peuvent être confirmées par la base de données cinématographiques IMDb,  présente dans la section « Liens externes ».
- Réalisation, scénario, production et animation : Winsor McCay
- Pays de production :  États-Unis
- Langue originale : anglais (intertitres)
- Format : noir et blanc - 1,33:1 - muet
- Date de sortie :
  - États-Unis : 28 décembre 1914
  - France : 15 mai 1915

## Production

### Contexte
Winsor McCay développe, tôt dans sa vie, des aptitudes considérables pour réaliser des dessins soigneux et détaillés. Jeune homme, il gagne sa vie en dessinant des portraits et des affiches dans des dime museums (musées à 10 sous), et attire de grandes foules par sa capacité à dessiner rapidement en public. En 1898, McCay commence à travailler à plein temps en tant qu'illustrateur de presse, puis à dessiner des comic strips dès 1903. Il réalise ainsi  pour les journaux Cauchemars de l'amateur de fondue au Chester (1904-1911) et Little Nemo in Slumberland (1905-1914). En 1906, McCay se lance dans le vaudeville, où il s'adonne à des chalk talk (en) durant lesquels il dessine devant un public.
Inspiré par les folioscopes que son fils Robert ramène à la maison,, McCay dit avoir découvert la possibilité d'animer des images à partir de ses dessins. Il se déclare également être « le premier homme au monde à réaliser des dessins animés », mais il était probablement au fait des œuvres réalisées avant par l'Américain James Stuart Blackton et le Français Émile Cohl. Dans son premier film, McCay fait figurer les personnages de Little Nemo dans le film du même nom qui est présenté dans les salles de cinéma en 1911, avant qu'ils ne soient intégrés à son numéro de vaudeville. En 1912, il enchaîne avec How a Mosquito Operates dans lequel un moustique géant suce le sang d'un homme endormi,. Toutefois, certains spectateurs trouvent le court métrage animé si réaliste qu'ils accusent McCay d'avoir dessiné ses personnages à partir de photographies ou d'avoir recouru à des stratagèmes à base de fil de fer. Pour prouver qu'il n'a pas employé de tels trucages, McCay choisit pour son film suivant une créature qui ne peut pas avoir été photographiée.

## Autour du film
À l'époque de sa création, les dessins animés étaient encore créés sur papier, à l'encre. McCay a utilisé environ entre 5000 et 10000 dessins, redessinant pour chaque dessin la totalité du décor. La partie animée compte environ quatre minutes sur la durée totale du film. Les clés d'animation sont d'abord dessinées, puis les intervalles réalisées après-coup, McCay n'a pas breveté ce procédé qui sera ultérieurement utilisé dans tous les studios.

## Autres versions
En 1921, McCay décide de réaliser une suite, intitulée Gertie on Tour. Le film devait emmener Gertie à New York et Washington, D.C., bondissant sur le Pont de Brooklyn et tentant de manger le Washington Monument. Inachevé, le film n'existe qu'en fragments et esquisses.
Le Festival international du film d'animation d'Annecy présente, en juin 2018, une reconstruction de la première version de Gertie, conçue pour la scène, et une reconstitution du numéro de Winsor McCay, interprété par l'acteur américain Anthony Lawton. La reconstruction a été réalisée par la Cinémathèque québécoise et l'Office national du film du Canada. La première américaine de cette version a eu lieu en novembre 2018 dans le cadre des Sommets du cinéma d'animation, avec Stéphane Crête dans le rôle titre.